# Бессмертник прицветниковый
Бессме́ртник прицве́тниковый (лат. Xerochrysum bracteatum) — цветковое растение семейства астровые (Asteraceae) родом из Австралии. Описанное Этьеном Пьером Вантена в 1803 году, оно было известно как Helichrysum bracteatum в течение многих лет, прежде чем в 1990 году было переведено в новый род Xerochrysum. Это однолетник высотой до 1 м с зелёной или серой листвой. Золотисто-жёлтые или белые цветочные корзинки распускаются с весны до осени; их отличительной особенностью являются жёсткие «бумажные» прицветники, напоминающие лепестки. Этот вид широко распространён, растёт в самых разных местах обитания по всей стране, от окраин тропических лесов до пустынь и субальпийских районов. Бессмертник прицветниковый служит кормовым растением для различных личинок Чешуекрылых (бабочек и мотыльков), а взрослые бабочки, журчалки, местные пчёлы, мелкие жуки и кузнечики посещают цветочные корзинки.
Бессмертник прицветниковый оказался очень приспособленным к культивированию. Он был размножен и культивирован в Германии в 1850-х годах, после чего в продаже появились однолетние сорта с разнообразной окраской цветков — от белых до бронзовых и пурпурных. Семена многих из них продают в пакетиках со смесью окрасок. В Австралии многие сорта представляют собой многолетние кустарнички, которые стали популярными садовыми растениями. Более прочные, длинностебельные формы используются в коммерческих целях в индустрии срезанных цветов.

## Таксономия
Французский ботаник Этьен Пьер Вантена описал бессмертник прицветниковый как Xeranthemum bracteatum в своей работе «Jardin de Malmaison» 1803 года — книге, написанной по заказу первой жены Наполеона Жозефины де Богарне для каталогизации редких растений, которые она собирала и выращивала в саду поместья Мальмезон. Латинский видовой эпитет bracteatum (bractea с лат. — «прицветник») относится к напоминающим бумагу прицветникам (часто ошибочно называемым лепестками) цветочных головок. Генри Кренк Эндрюс перевёл его в род Helichrysum на основании морфологии его розетки в 1805 году, и в течение многих лет он был известен как Helichrysum bracteatum. Лео Хенкель фон Доннерсмарк описал его как Helichrysum lucidum в 1806 году, а Кристиан Хендрик Персон — как Helichrysum chrysanthum в 1807 году. Название Bracteantha bracteata вид получил в 1991 году, когда Арне Андерберг и Лори Хаеги поместили представителей рода Helichrysum в новый род Bracteantha и обозначили B. bracteata в качестве типового вида. Однако они не знали, что российский ботаник Николай Цвелёв в предыдущем году уже поместил X. bracteatum в новый, на тот момент монотипический, род Xerochrysum. Это название было образовано от греческих слов xeros с греч. — «сухой» и chrysum с греч. — «золотой», что, вероятно, связано с характером отличительных прицветников. В течение десятилетия существовала путаница; в литературе и садоводческой торговле появлялось название Bracteantha, пока в 2002 году не было уточнено, что последнее название имеет приоритет. Популярное название X. bracteatum в Европе — Strawflower с англ. — «Соломенный цветок», а в Австралии он известен как everlasting or paper daisy с англ. — «вечноцветущая или бумажная маргаритка». Альтернативным названием в Европе XIX века было immortelle с англ. — «бессмертник». X. bracteatum сам по себе очень изменчив и может представлять несколько криптических видов. В качестве альтернативы, тасманский вид Xerochrysum bicolor может быть объединён с ним в будущих таксономических пересмотрах.
Бессмертник прицветниковый и его родственники принадлежат к Сушеницевым (Gnaphalieae), большой трибе в семействе Asteraceae. Однако молекулярное исследование Gnaphalieae 2002 года показало, что род Xerochrysum, вероятно, является полифилетическим, так как два исследованных вида, X. bracteatum и X. viscosum, не были тесно связаны друг с другом. При культивировании была зарегистрирована гибридизация X. bracteatum с X. viscosum и X. papillosum, а также, возможно, с Coronidium elatum и C. boormanii.

## Описание

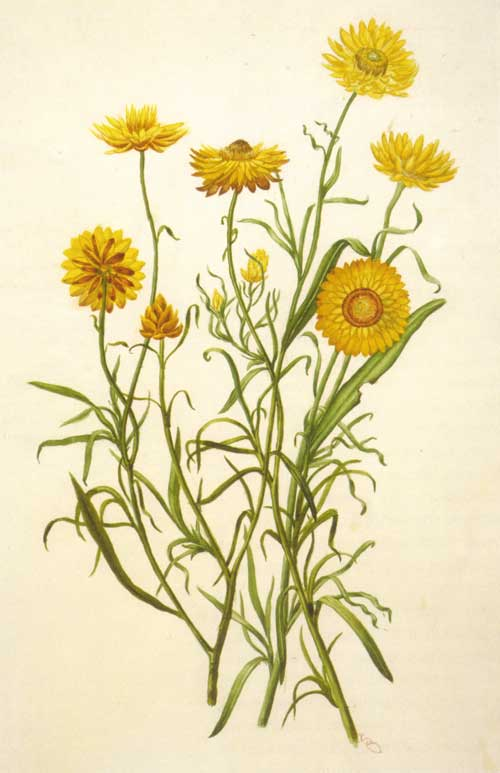
. Фостер, Адам

Бессмертник прицветниковый представляет собой прямостоячее многолетнее, а иногда и однолетнее травянистое растение, иногда редко разветвлённое у основания. Обычно оно достигает 20—80 см в высоту, но в открытых местах, таких как прибрежные скалы, может иметь вид кустарничка. Зелёные стебли шероховаты и покрыты мелкими волосками; они прочнее, чем у других представителей рода. Листья ланцетные, эллиптические или продолговатые, длиной от 1,5 до 10 см и шириной от 0,5 до 2 см. Они также покрыты тончайшими волосками. Расположенные на высоких стеблях над листвой, цветочные корзинки имеют диаметр от 3 до 7 см. Иногда на одном стебле образуется несколько корзинок. Как и корзинки всех Asteraceae, они состоят из центрального диска, содержащего множество мелких отдельных язычковых цветков; они сидят прямо на расширенной части стебля, называемой цветоложем. Корзинка в целом выглядит как один цветок и поэтому считается антодием (греч. ложный цветок).
Вокруг диска находится мутовка из видоизменённых листьев — прицветников, которые у Xerochrysum, как и у большинства Gnaphalieae, похожи на лепестки, жёсткие и «бумажные» по текстуре. Расположенные рядами, эти прицветники скручиваются и окружают соцветия, защищая их перед цветением. Они создают впечатление блестящего жёлтого венчика вокруг диска. Промежуточные прицветники иногда белые; внешние бледнее, часто с красноватыми или коричневыми полосками (большее разнообразие окрасок встречается у культурных сортов). Эти прицветники сухие, плёнчатые, с низким содержанием воды, в отличие от листьев или частей цветка других растений. Они состоят из омертвевших клеток, которые необычны тем, что имеют тонкую первичную и толстую вторичную клеточную стенку, что характерно только для клеток склеренхимы, или структурных клеток, а не клеток цветков или листьев.

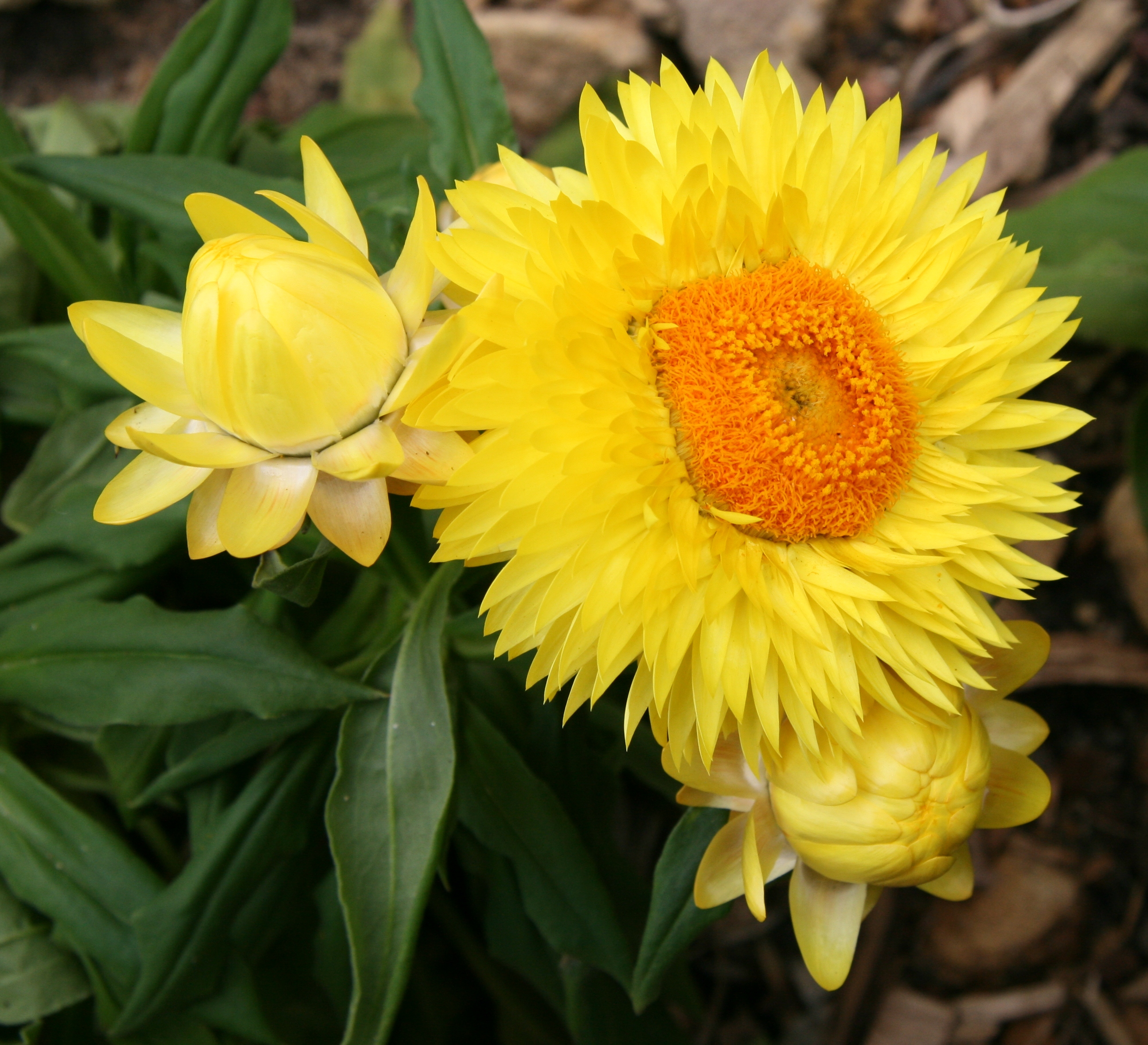
Сорт 'Strawburst Yellow', выведенный в Калифорнии, с жёлтыми прицветниками и оранжевым центральным диском

Отдельные соцветия жёлтые. Соцветия на внешних сторонах диска — женские, а в центре — двуполые. Женские цветки лишены тычинок и имеют только очень короткий, трубкообразный венчик, окружающий пестик, который раздваивается и образует два рыльца, в то время как бисексуальные или гермафродитные цветки имеют более длинный венчик и (как практически у всех представителей семейства) пять тычинок, сросшихся у пыльников, с пестиком, выходящим из центра. Жёлтый венчик и пестик расположены над завязью с одной яйцеклеткой и окружены паппусом — сильно видоизмененный чашелистик Asteraceae. Он состоит из множества щетинок, расположенных вокруг соцветий. Жёлтого цвета, они сохраняются и, как полагают, помогают ветру разносить плоды длиной 0,3 см. Гладкий коричневый плод — семянка — имеет длину 2—3 мм, с паппусом на одном из концов.
В дикой природе Б. прицветниковый можно отличить от X. bicolor в Тасмании по более широким листьям и паутинистым волоскам на стеблях, а от X. macranthum в Западной Австралии — по цвету цветочных головок; у последнего вида цветочные головки белые, а у X. bracteatum — золотисто-жёлтые. Xerochrysum subundulatum из высокогорных и субальпийских районов Нового Южного Уэльса, Виктории и Тасмании является корневищным и имеет заметно заострённые оранжевые прицветники. Восточноавстралийский вид X. viscosum можно отличить по шершавым и липким листьям.

## Распространение и среда обитания

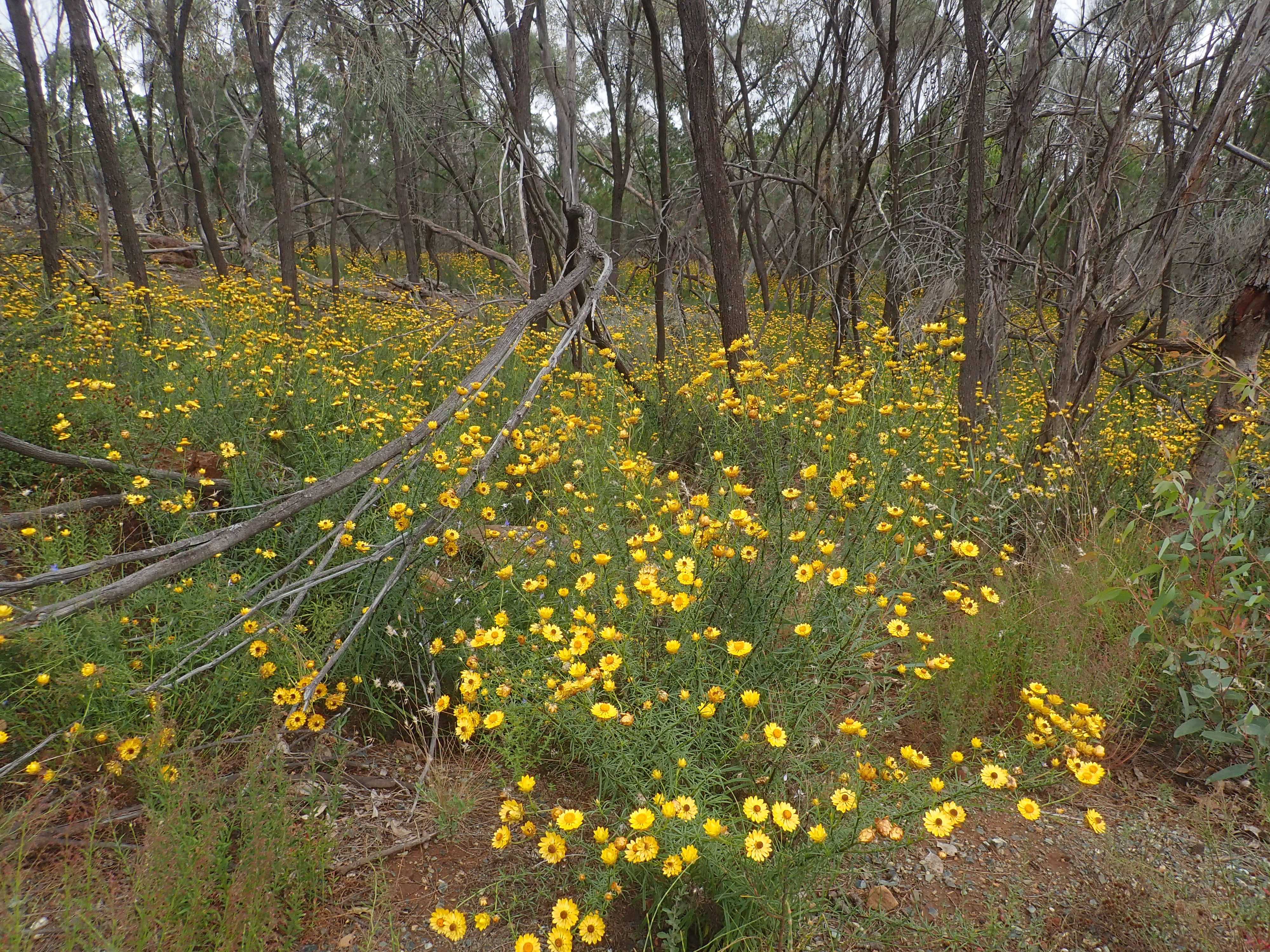
Xerochrysum bracteatum возле Витхалле

Бессмертник прицветниковый встречается во всех штатах и территориях материковой Австралии, а также в Тасмании. Широко распространённый, он встречается от Северного Квинсленда до Западной Австралии, во всех местах обитания, за исключением густо затенённых участков. Он растёт как однолетник на участках красного песка в Центральной Австралии, быстро реагируя на дожди для завершения своего жизненного цикла. Распространён также среди гранитных обнажений на юго-западе Западной Австралии и встречается в Сиднейском регионе на более тяжёлых и плодородных почвах, таких как базальтовые, сланцевые или известняковые, обычно в районах с высоким уровнем грунтовых вод. Сопутствующие виды в Сиднейском бассейне включают Eucalyptus pilularis в открытом лесу и кустарники Empodisma minus и Baloskion australe в болотистых местах. Сообщалось, что он растёт на нарушенной почве, вдоль обочин дорог и на полях в регионе Новой Англии в США.

## Экология

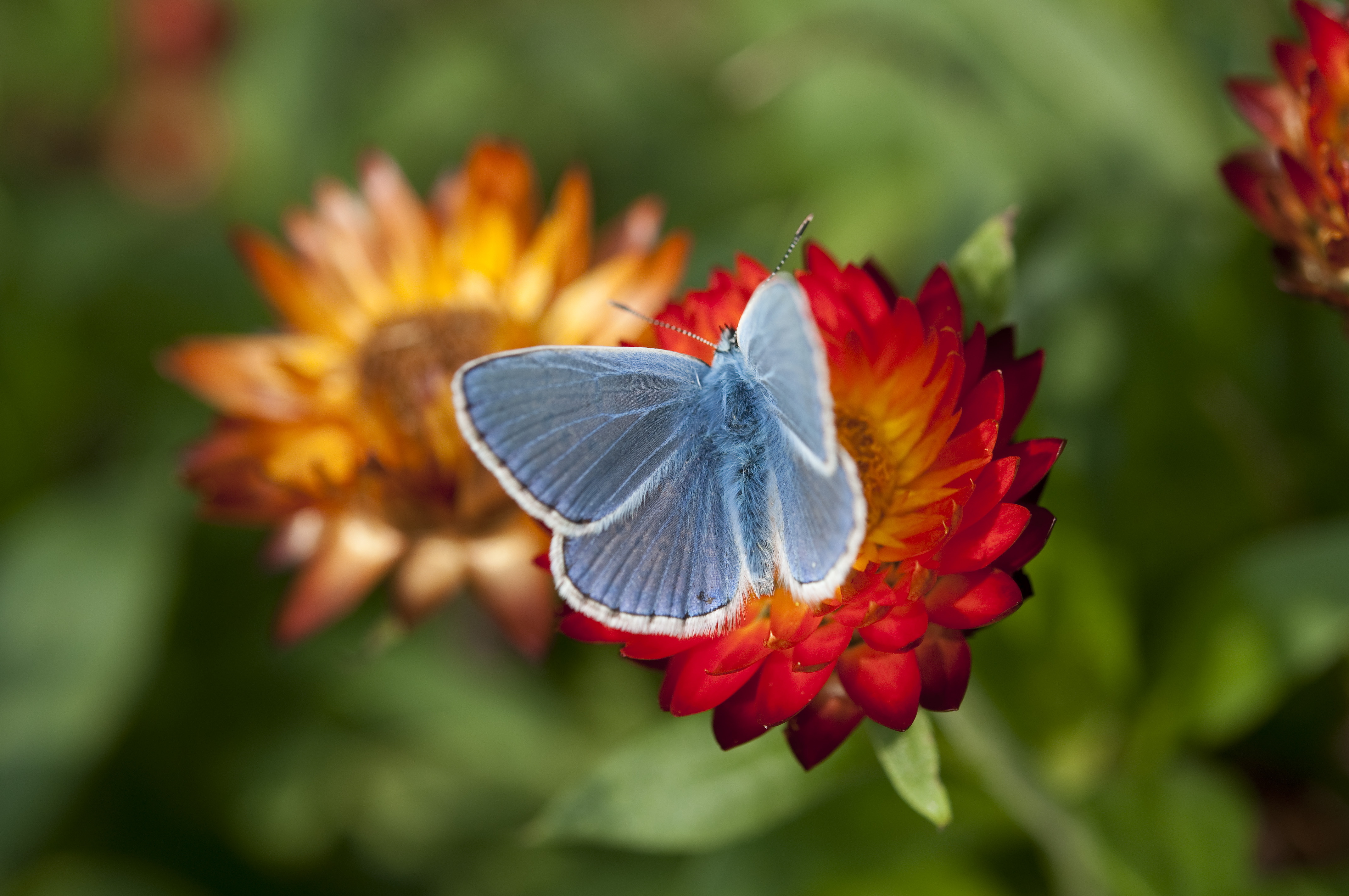
Самец Голубянки икар на соцветии бессмертника

Ярко окрашенные прицветники действуют как лепестки, привлекая насекомых, таких как журчалки, местные пчёлы и мелкие жуки, которые опыляют соцветия. Кузнечики также посещают цветочные головки. На этом виде были зарегистрированы гусеницы Tebenna micalis, а также гусеницы Vanessa kershawi. Крошечные плоды разносятся ветром, прорастают и растут после пожара или на потревоженной земле.
Образование цветов связано с увеличением продолжительности дня, и в целом растения производят больше всего цветов с декабря по март. Изменение времени посадки или искусственное изменение уровня освещённости могут быть способами увеличить производство цветов вне этих месяцев.
Водяная плесень (оомицет) Bremia lactucae заразила товарные культуры в Италии и Калифорнии. В 2002 г. на Лигурийском побережье широко распространённое заражение нескольких культурных сортов, в первую очередь 'Florabella Pink' и в меньшей степени 'Florabella Gold' и 'Florabella White', привело к образованию пузырей на листьях и развитию хлорозных поражений на листьях, а также белых пятен на нижней стороне, особенно в местах с плохой вентиляцией. В 2006 г. произошла вспышка ложной мучнистой росы на посевах Xerochrysum bracteatum в округе Сан-Матео, Калифорния, когда на листьях образовались большие хлоротические поражения. Инфекция Phytoplasma повредила посевы X. bracteatum в Чешской Республике в период с 1994 по 2001 год, вызвав плохой рост, бронзовость листвы и деформацию цветочных головок. Генетически возбудитель был неотличим от возбудителя желтухи растений. Галловая нематода (Meloidogyne incognita) атакует и образует галлы на корнях, что приводит к заболеванию или гибели растения.

## Выращивание

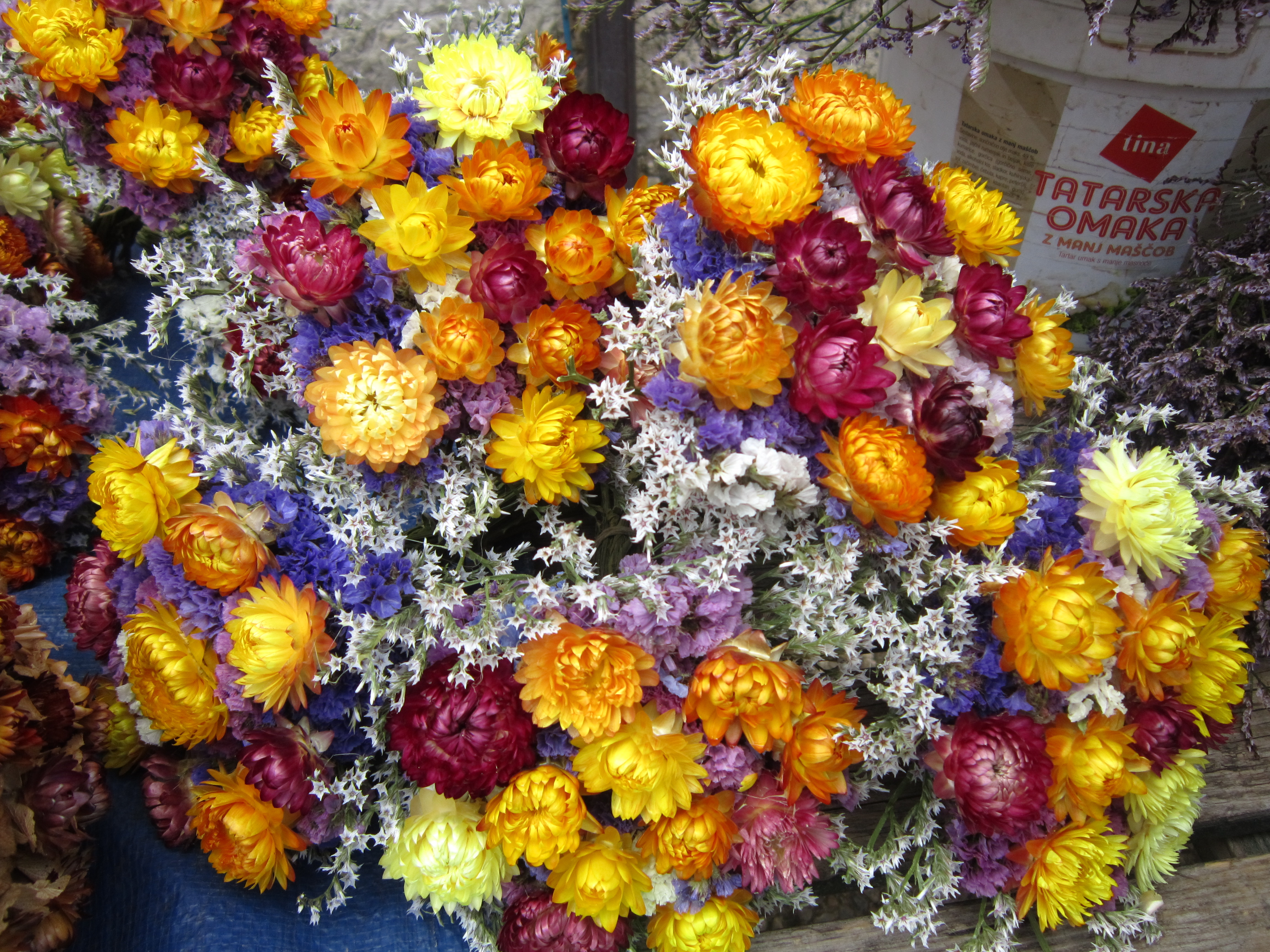
Композиция из разноокрашенных соцветий бессмертника

Бессмертник прицветниковый был введён в культуру в Англии к 1791 году. Немецкий садовод Херрен Эбрич получил материал и разработал его в своем питомнике в Арнштадте недалеко от Эрфурта в Германии. Он выращивал и продавал сорта разных цветов от бронзового до белого и пурпурного, которые распространились по Европе в 1850-х годах. Прицветники этих ранних форм, как правило, оставались чашевидными вокруг головки цветка, а не расплющивались, как у местных австралийских форм. Это также были однолетние, а не многолетние формы. Многим сортам дали названия, такие как atrococcineum' (тёмно-алые цветочные головки), 'atrosanguineum' (тёмно-кроваво-красные цветочные головки), 'aureum' (золотисто-жёлтые цветочные головки), 'bicolor' (жёлтые цветочные головки с красными кончиками), 'compositum' (большие разноцветные цветочные головки), 'macranthum' (большие белые цветочные головки с розовыми краями) и 'monstrosum' (цветочные головки с множеством прицветников), хотя сегодня они обычно продаются в виде смешанных семян для выращивания как однолетники. Считается, что некоторые цветные формы южноафриканского бессмертника были введены в программу разведения, что привело к огромному разнообразию цветов. X. bracteatum был одним из нескольких видов, которые стали популярными среди европейских королевских особ и знати с начала XIX века, однако не пользовались успехом в Австралии вплоть до 1860-х годов, когда они заняли более заметное место в австралийских садах.

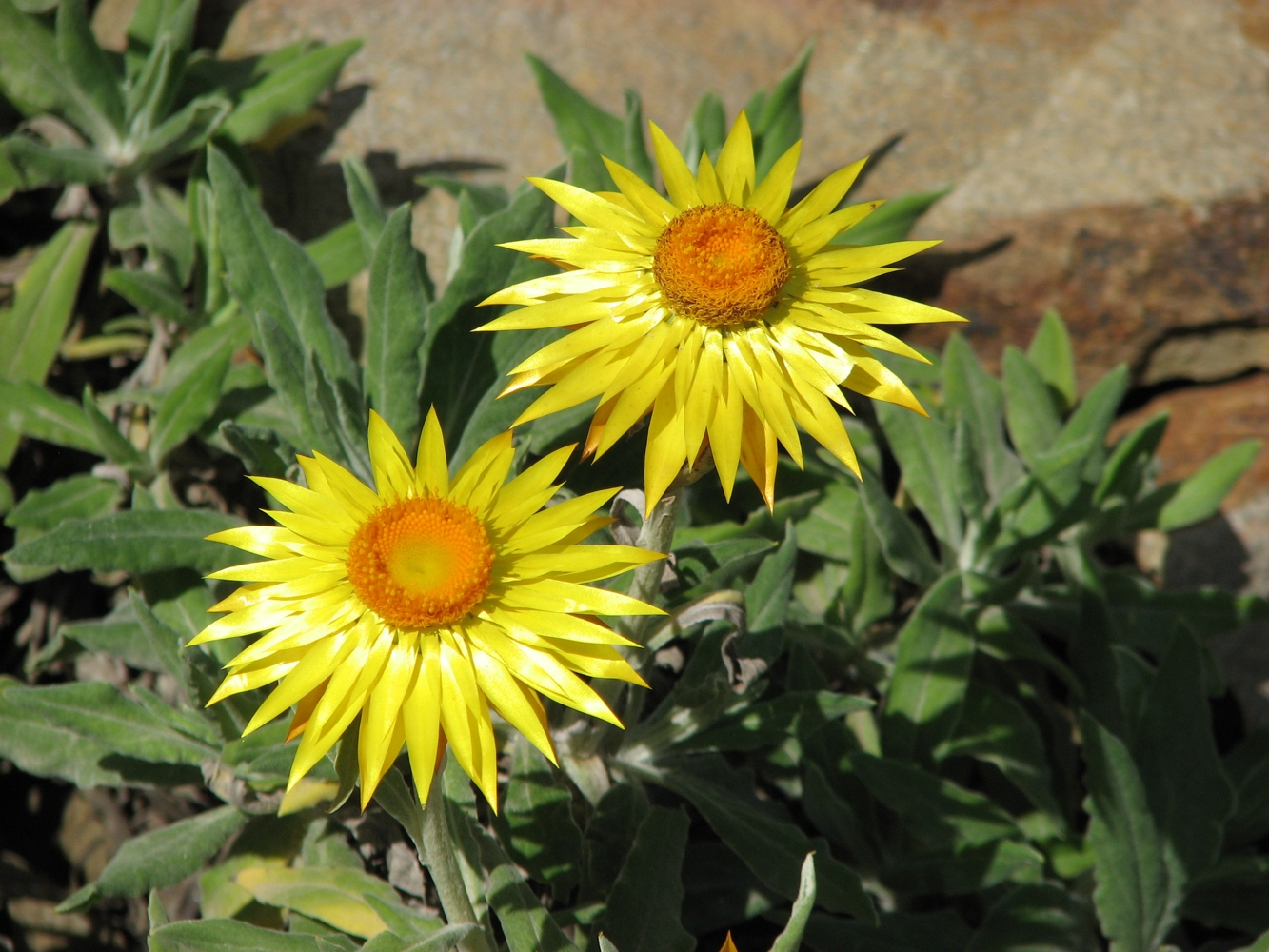
Сорт 'Dargan Hill Monarch'

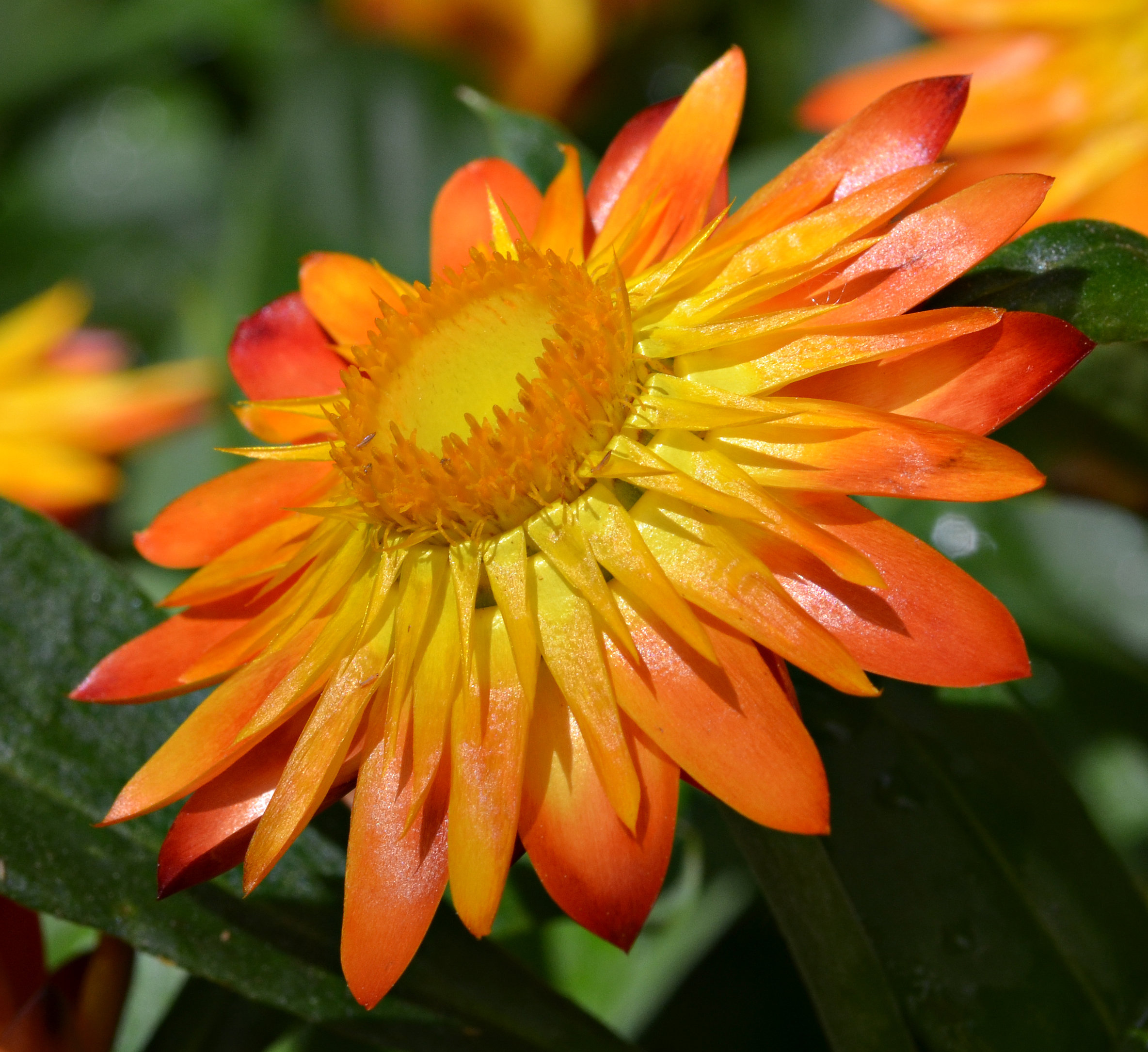
Сорт 'Flobrafla'

Большинство сортов, введённых в культуру в Австралии во второй половине XX века, являются многолетними растениями. 'Dargan Hill Monarch' был первым из них, за ним последовали многие другие. Обильно цветущие, они бывают разных цветов, включая белый, жёлтый, оранжевый, бронзовый, розовый и красный. Их коммерческая продолжительность жизни обычно составляет около трёх лет. Компания Aussie Winners из Квинсленда имеет ряд компактных растений с окраской цветков от оранжевого до белого, известных как Sundaze. Растения этой серии обычно имеют более крупные листья. Этот ассортимент выиграл Gran premio d’oro на выставке Euroflora в Женеве в 2001 году за лучшую новую серию растений за предыдущие три года. «Florabella Gold», член серии Florabella, получил награду за лучшее новое горшочное растение (вегетативное) на конкурсе Общества американских флористов в 1999 году. Сорта 'Wallaby' представляют собой ряд более высоких форм с узкими листьями и белыми, жёлтыми или розовыми цветами. Другие коммерческие диапазоны включают серию Nullarbor и Queensland Federation daisies, в том числе 'Wanetta Sunshine' и 'Golden Nuggets'.
Бессмертник прицветниковый легко выращивать как из семян, так и из черенков, хотя названные сорта вырастают только из черенков. Растениям полезно обрезать старые побеги зимой, чтобы весной дать возможность расти новым побегам. Обрезка старых цветочных головок способствует увеличению количества цветов. Свежие семена прорастают через 3-20 дней и не требуют специальной обработки. Растения лучше всего растут на кислых, хорошо аэрируемых почвах с pH от 5,5 до 6,3 и низким уровнем фосфора. Они чувствительны к дефициту железа, который проявляется в пожелтении (хлорозе) самых молодых листьев, в то время как жилки листьев остаются зелёными. Xerochrysum bracteatum можно выращивать в больших горшках или оконных ящиках, и это хорошее растение-первопроходец в саду, пока другие растения не приживутся. Низкорослые сорта подходят для подвесных корзин и бордюрных посадок. Цветы привлекают в сад бабочек.
Засушенные цветы хранятся долго — до нескольких лет — и используются в цветочных композициях и в срезке. Для коммерческих целей используются более прочные формы с длинным стеблем. Основным фактором, ограничивающим продолжительность жизни сухоцветов, является увядание стеблей, поэтому цветы иногда объединяют в композиции. Погружение цветов в глицерин или полиэтиленгликоль также увеличивает продолжительность жизни.

## Классификация

### Таксономия[41]
Xerochrysum bracteatum (Vent.)Tzvelev, 1990, Novosti Sist. Vyssh. Rast. 27: 151
Вид Бессмертник прицветниковый относится к роду Бессмертник семейства Астровые (Asteraceae) порядка Астроцветные (Asterales). Кладограмма в соответствии с Системой APG IV:
|  |                                      |  |                                   |                                   |                    |  | ещё 10 семейств | ещё 10 семейств |                            |  |  |  | еще 8 подтвержденных и 13 в статусе "непроверенных" видов и инфравидовых таксонов |
|  |                                      |  |                                   |                                   |                    |  | ещё 10 семейств | ещё 10 семейств |                            |  |  |  | еще 8 подтвержденных и 13 в статусе "непроверенных" видов и инфравидовых таксонов |
|  |                                      |  |                                   | порядок Астроцветные              |                    |  |                 |                 | род Бессмертник            |  |  |  |                                                                                   |
|  |                                      |  |                                   | порядок Астроцветные              |                    |  |                 |                 | род Бессмертник            |  |  |  |                                                                                   |
|  | отдел Цветковые, или Покрытосеменные |  |                                   |                                   | семейство Астровые |  |                 |                 | Бессмертник прицветниковый |  |  |  |                                                                                   |
|  | отдел Цветковые, или Покрытосеменные |  |                                   |                                   | семейство Астровые |  |                 |                 |                            |  |  |  |                                                                                   |
|  |                                      |  | ещё 63 порядка цветковых растений | ещё 63 порядка цветковых растений |                    |  |                 | ещё 1804 рода   | ещё 1804 рода              |  |  |  |                                                                                   |
|  |                                      |  |                                   | ещё 63 порядка цветковых растений |                    |  |                 |                 | ещё 1804 рода              |  |  |  |                                                                                   |

### Синонимы
- Bracteantha bracteata (Vent.) Anderb. & Haegi
- Gnaphalium acuminatum Link
- Gnaphalium banksii Sch.Bip.
- Gnaphalium bicolor (Lindl.) Sch.Bip.
- Gnaphalium chrysanthum Sch.Bip.
- Gnaphalium glabratum Sch.Bip.
- Gnaphalium macranthum Sch.Bip.
- Gnaphalium macrocephalum Sch.Bip.
- Gnaphalium papillosum Poir.
- Helichrysum acuminatum var. acuminatum (Link) Sweet
- Helichrysum bracteatum (Vent.) Andrews
- Helichrysum chrysanthum Pers.
- Helichrysum compositum hort.
- Helichrysum lucidum Henckel
- Helichrysum lucidum var. lucidum
- Helichrysum monstruosum hort.
- Helichrysum niveum Graham
- Xeranthemum bracteatum Vent.
- Xerochrysum bracteatum subsp. bracteatum